# Только если в щёчку
«Только если в щёчку» — дебютный мини-альбом российской певицы Мэйби Бэйби, выпущенный 24 июля 2018 года на лейбле «Френдзона».

## Предыстория
После выпуска дебютного альбома группы «Френдзона» на их официальном сайте появилась информация о том, что группа работает над дебютным альбомом Мэйби Бэйби.

## Выпуск и продвижение
Единственным синглом с альбома является трек «Аскорбинка», вышедший 13 июля 2018 года, 4 марта вышла вторая версия трека и экранизация в виде клипа на неё. Композиция и клип на неё дебютировали на третьем месте в российском чарте YouTube Music, клип попал на 47-е место в российском чарте TopHit за 2019 год. 

Обложка сингла «Аскорбинка»

1 октября 2018 года вышел клип к треку «Бутылочка». Клип к песне попал на шестое место в российском чарте YouTube Music.

## Содержание

### Тематика и текст песен
Дебютный мини-альбом певицы, как и дебютный альбом группы «Френдзона» «Флирт на вписке» повествует о подростковой жизни, с отсылками к поп-культуре. Так, в треке «Аскорбинка» упоминается песня «Baby» рэпера Face и Мэрилин Мэнсон, в клипе певица ест суши в костюме русалки, танцует в форме чирлидерши в спортивном зале и стоит в костюме главного персонажа из игры Sally Face. В песне «Бутылочка» поётся о пижамной вечеринке девочек, в ходе которой Мэйби Бэйби влюбляется в девушку.

## Отзывы

### Отзывы в специализированных музыкальных изданиях
Алексей Мажаев, рецензент издания InterMedia считает, что персонаж Мэйби Бэйби «легко считывается и вызывает если не симпатию, то любопытство». «Песни Мэйби Бэйби как персонажа такими и должны быть: стервозными, капризными, со своеобразным юмором и лексикой» — пишет критик, он также отмечает, что человек не имеющий отношения к «Френдзоне» не поймет отсылок к массовой культуре, и «решит, что это дурная пародия непонятно на что». Из всех песен из альбома, рецензента привлекает трек «Бутылочка» он считает, что в нём «певице очень трудно держать лицо и манеру, чтобы сохранить концептуальность» и сравнивает его с песней группы t.A.T.u «Я сошла с ума».

## Список композиций
Адаптировано под Apple Music.
| №                   | Название                                     | Длительность |
| ------------------- | -------------------------------------------- | ------------ |
| 1.                  | «Аскорбинка»                                 | 2:09         |
| 2.                  | «Бусь-бусь»                                  | 3:23         |
| 3.                  | «ОТП» (совместно с COLDCLOUD)                | 3:09         |
| 4.                  | «Бутылочка»                                  | 2:41         |
| 5.                  | «Хэллоу Китти» (совместно с Кисёшем Писёшем) | 2:49         |
| 6.                  | «Рано взрослеть» (совместно с «Френдзоной»)  | 2:46         |
| Общая длительность: | Общая длительность:                          | 16:57        |